# Ardisia davidsei
Ardisia davidsei är en viveväxtart som beskrevs av C.L. Lundell. Ardisia davidsei ingår i släktet Ardisia och familjen viveväxter. Inga underarter finns listade i Catalogue of Life.